# Idaea falcipennis
Idaea falcipennis là một loài bướm đêm trong họ Geometridae.